# Клоченко, Ипатий Иванович
Ипатий Иванович Клоченко (27 декабря 1859 — после июля 1919) — российский артиллерист, генерал-майор Российской императорской армии. Во время Первой мировой войны одно время был командиром 73-й артиллерийской бригады. После Октябрьской революции присоединился к Белому движению на востоке России, где занимал ряд командных должностей.

## Биография
Ипатий Клоченко родился 27 декабря 1859 года. По вероисповеданию был православным.
В 1877 году окончил Орловскую Бахтина военную гимназию, вступил на службу 11 августа 1877 года. В 1879 году окончил 1-е Павловское военное училище, из которого был выпущен в 4-ю резервную артиллерийскую бригаду. Произведён в прапорщики со старшинством с 8 августа 1879 года, в подпоручики со старшинством с 18 декабря 1880, в поручики со старшинством с 29 ноября 1882 года, в штабс-капитаны со старшинством с 21 декабря 1889 года, в капитаны со старшинством с 25 июля 1895 года. Обучался в Офицерской артиллерийской школе, которую окончил с оценкой «успешно». В течение 8 лет, 8 месяцев и 13 дней командовал батареей. В чин подполковника был произведён со старшинством с 31 марта 1903 года. В 1911 году «за отличие» получил чин полковника, со старшинством с 14 декабря 1911 года. В день получения старшинство в чине полковника был назначен на должность командира 1-го дивизиона 36-й артиллерийской бригады.
Принимал участие в Первой мировой войне. 25 июля 1914 года был назначен командующим 73-й артиллерийской бригадой. 25 марта 1916 года был произведён в генерал-майоры с утверждением командиром 73-й артиллерийской бригады, со старшинством с 27 декабря 1915 года. По состоянию на 10 июля 1916 года служил в том же чине и на той же должности. На основании Высочайшего приказа от 2 сентября 1916 года был отчислен от должности и назначен резерв чинов при штабе Минского военного округа.
После Октябрьской революции присоединился к Белому движению на востоке России. В августе 1918 года занимал должность инспектора артиллерии Народной армии Самарского Комитета членов Учредительного собрания. Служил в Русской армии Колчака, где занимал должности инспектора артиллерии 6-го Уральского армейского корпуса, с 6 июня 1919 года начальник артиллерийского управления Курганского военного округа, с 28 июля 1919 года начальник тылового округа Восточного фронта.

## Награды
Ипатий Иванович Клоченко был пожалован следующими орденами:
- Орден Святого Владимира 3-й степени с мечами (24 июня 1915);
- Орден Святого Владимира 4-й степени (1911); мечи и бант к ордену (5 октября 1915);
- Орден Святой Анны 2-й степени (1905)
- Орден Святого Станислава 2-й степени (1902).